# Полуночный экспресс
«Полуночный экспресс» (англ. Midnight Express) — тюремная драма 1978 года, второй полнометражный фильм, снятый Аланом Паркером и адаптированный Оливером Стоуном по одноимённым мемуарам Билли Хэйса 1977 года. Фильм посвящен Хэйсу (которого играет Брэд Дэвис), молодому американскому студенту, которого отправляют в турецкую тюрьму за попытку контрабанды гашиша из страны. Название фильма — тюремное сленговое название его попытки побега. В актёрском составе также присутствуют Айрин Миракл, Джон Хёрт, Бо Хопкинс, Пол Лоуренс Смит и Рэнди Куэйд.
После выхода Полуночный экспресс получил в целом положительные отзывы критиков. Многие хвалили игру Дэвиса, а также актёрский состав, сценарий, режиссуру и музыкальное сопровождение Джорджио Мородера. Хэйс и другие критиковали фильм за то, что турецкие заключённые изображены жестокими и злодейскими, а также за слишком большое отклонение от исходного материала.
Фильм был номинирован на премию «Оскар» за лучший фильм и лучшую режиссуру для Паркера на 51-й церемонии вручения премии «Оскар» в 1979 году, а также выиграл премию «Лучший адаптированный сценарий» для Стоуна и премию «лучшую музыку к фильму» для Мородера. Он также выиграл 6 премий «Золотой глобус», включая премию «Лучший фильм — драма» и премии BAFTA за лучшую режиссуру, лучший монтаж и лучшую мужскую роль второго плана (Хёрта).

## Сюжет
В основу сценария, написанного Оливером Стоуном, легла реальная история, которая произошла с молодым американцем по имени Уильям Хэйс в 1970 году.
Главный герой фильма попытался вывезти из Турции 2 килограмма гашиша, приклеив пакетики с наркотиком к телу лейкопластырем, но в связи с опасностью теракта полиция в аэропорту проводила тотальный досмотр и обыск пассажиров, из-за чего он не успел избавиться от груза и попался буквально у трапа самолёта. Хэйс сотрудничал со следствием и показал им торговца наркотиками, но затем пытался бежать и был задержан «работником консульства». Приехавший отец нашёл ему хорошего адвоката, стамбульский суд приговорил его к 4 годам и 2 месяцам заключения за хранение наркотиков, несмотря на требования прокурора о пожизненном заключении за контрабанду наркотиков.
Хэйс терпеливо сносил тяготы заключения в тюрьме где широко практиковались побои и истязания, считая дни до освобождения, но за 53 дня до выхода на свободу Верховный суд в Анкаре, пересмотрев по апелляции прокурора его дело, вынудил стамбульский суд увеличить срок заключения до 30 лет. Хэйс знал о словосочетании «полуночный экспресс», что означало побег. Его товарищ Джимми попробовал бежать через крышу, но был пойман и после перенесённых побоев лишился глаза и яичка. Вместе с товарищами Хэйс расковырял кирпичную стену душевой, чтобы бежать через катакомбы, но местный заправила — одноглазый Рифки — выдал их.
Заключённый Макс заметил, где Рифки сделал тайник, Хэйс вытащил все его деньги и уничтожил их. На очередном обыске у Рифки нашли гашиш, но тот сказал, что будто бы раздобыл его у Макса. После того, как Макса уволокли охранники, Хэйс в ярости вступил в бой с Рифки и забил стукача до полусмерти, а позже откусил ему язык. После этого его отправили в сектор № 13 для умалишённых заключённых, где он превратился в затравленное животное.
Невеста передала ему деньги, с помощью которых Хэйс попытался подкупить старшего надзирателя Хамиду, чтобы тот перевёл его в лазарет. Вместо этого Хамиду отвёл Хэйса в раздевалку для охранников, избил и, посчитав, что сломил его волю, попытался изнасиловать. Ярость, подавляемая Хэйсом, прорвалась наружу, он бросился на Хамиду, надзиратель запутался в своих уже спущенных штанах и, налетев затылком на крюк от одежды, прибитый к стене, погиб мгновенно. Хэйс переоделся в его форму и вышел из тюрьмы. Ему посчастливилось перейти границу с Грецией и добраться до родины, вернуться к своим родителям и невесте.

## Создание
По сюжету фильма действие происходит в Турции. Однако съёмки «Полуночного экспресса» проходили на Мальте, в городе Валетта. Съёмки пришлось перенести на Мальту после получения отказа от турецких властей. Турецким чиновникам не понравилось, как изображена их страна в сценарии. Об этом они неоднократно заявляли публично. На роль Билли Хэйса претендовали Джон Траволта и Ричард Гир.
Несмотря на то, что в титрах обозначено, что фильм основан на реальных событиях, Билли Хэйс заявил, что события картины выглядят преувеличенными и отчасти вымышленными, по сравнению с его настоящим заключением в стамбульской тюрьме Самалджылар (тур. Sağmalcılar) много лет назад.
Сцена, в которой главный герой откусывает язык Рифки, не понравилась съёмочной группе, так что во время съёмок почти все её члены покинули площадку, оставив Алана Паркера с двумя актёрами. На самом деле Билли Хэйсу пришлось держать во рту свиной язык.
Согласно первоначальному сценарию Оливера Стоуна, предполагалось детально показать переход Билли Хэйса через горы во время побега, однако по причине нехватки денег пришлось отказаться от этих сцен.

## В ролях
| Актёр           | Роль        |
| --------------- | ----------- |
| Брэд Дэвис      | Билли Хэйс  |
| Джон Хёрт       | Макс        |
| Рэнди Куэйд     | Джимми Бут  |
| Паоло Боначелли | Рифки       |
| Пол Л. Смит     | Хамиду      |
| Майк Келлин     | мистер Хэйс |

| Актёр           | Роль           |
| --------------- | -------------- |
| Бо Хопкинс      | «Текс»         |
| Норберт Вайссер | Эрих           |
| Кеворк Маликян  | прокурор       |
| Майкл Энсайн    | Стэнли Дэниелс |
| Питер Джеффри   | Ахмет          |
| Айрин Миракл    | Сьюзан         |

## Музыка
Giorgio Moroder - Chase

## Награды и номинации
- 1979 — 2 премии «Оскар»: лучший адаптированный сценарий (Оливер Стоун), лучшая музыка к фильму (Джорджо Мородер), а также 4 номинации: лучший фильм (Алан Маршалл, Дэвид Паттнэм), лучший режиссёр (Алан Паркер), лучшая мужская роль второго плана (Джон Хёрт), лучший монтаж (Джерри Хэмблинг)
- 1979 — 6 премий «Золотой глобус»: лучший фильм — драма, лучшая мужская роль второго плана (Джон Хёрт), лучший сценарий (Оливер Стоун), лучшая музыка к фильму (Джорджо Мородер), лучший мужской дебют (Брэд Дэвис), лучший женский дебют (Айрен Миракл), а также 2 номинации: лучший режиссёр (Алан Паркер), лучшая мужская роль — драма (Брэд Дэвис)
- 1979 — 3 премии BAFTA: лучший режиссёр (Алан Паркер), лучшая мужская роль второго плана (Джон Хёрт), лучший монтаж (Джерри Хэмблинг), а также 3 номинации: лучший фильм, лучшая мужская роль (Брэд Дэвис), самый многообещающий дебютант в главной роли (Брэд Дэвис)
- 1979 — премия Гильдии сценаристов США за лучший адаптированный сценарий — драма (Оливер Стоун)
- 1978 — попадание в десятку лучших фильмов года по версии Национального совета кинокритиков США
- 1978 — номинация на Золотую пальмовую ветвь Каннского кинофестиваля

### Комментарии
1. ↑  По словам Билли Хэйса, автора мемуаров, легших в основу сценария, «Полуночный экспресс» — это кодовая фраза, бывшая в ходу у заключенных-иностранцев турецкой тюрьмы, и означавшая мечту о побеге[3].